# مقبره نادره بیگم
مقبرهٔ نادره بیگم (اردو: مقبره نادره بیگم) مقبره‌ای از دوران گورکانی در شهر لاهور، پاکستان است که مقبرهٔ شاهزادهٔ گورکانی نادره بانو بیگم، همسر شاهزاده محمد داراشکوه را در خود جای داده‌است.

## زمینه
نادره همسر محمد داراشکوه بود که در دهه ۱۶۴۰ حاکم لاهور بود. در سال ۱۶۵۹، داراشکوه در حال جنگ با برادرش اورنگ‌زیب برای تاج و تخت گورکانی بود. پس از شکست داراشکوه در نبرد دورایی، او و همسرش سعی کردند از طریق گذرگاه بولان به ایران فرار کنند، اما نادره به علّت اسهال خونی و فرسودگی درگذشت. گرچه سربازان دارا فرسوده شده بودند، او سربازان باقی ماندهٔ خود را برای حمل جسد همسرش از گذرگاه به لاهور فرستاد تا در نزدیکی حرم میان میر که هر دو او را «راهنمای معنوی» خود می‌دانستند به خاک سپرده شود.

## تاریخ
اعتقاد بر این است که تمام سنگ مرمرهای سنگین و سنگ‌های نیمه قیمتی این مقبره در دوران حکومت رانجیت سینگ دزدیده شده‌اند، و بنا را در وضعیت «ویرانی» قرار داده‌است. مقبره طعمهٔ «خرابکاری معاصر» هم شده‌است که دیوارنگاری بر روی مقبره مشهود است.

## معماری
بر خلاف مقبره‌های دیگر گورکانی که در باغ ساخته شده‌اند، این مقبره در یک مخزن آب ساخته شده‌است.   مقبره در مرکز مخزن بر روی سکوی بلند قرار دارد. مقبره گنبد هم ندارد. مخزن «اندازه ۲۰۰ تا ۲۰۰ گز گورکانی» بود. بعداً، مخزن به یک باغ گورکانی تبدیل شد. کوشک‌هایی در گوشه‌های باغ قرار دارند و از طریق یک پل بنایی در جنوب و «دروازه‌هایی بلند» در شمال می‌توان به مقبره رسید.
این پل روی سی قوس ایستاده‌است. محفظه مرکزی ۱۴ پا پهنا دارد و با یک غلام‌گردش احاطه شده‌است. مقبره مربع‌شکل از هر طرف ۴۴ پا و ۳۲ پا ۶ اینچ ارتفاع دارد. طبقه اول ۱۳ پا و با دریچه‌های مستطیل‌شکل احاطه شده‌است. پله‌های رسیدن به طبقه فوقانی در گوشه‌های شمال شرقی و جنوب شرقی قرار دارد. خود قبر ۶ فوت و ۱۰ اینچ طول دارد، ۲ پا و ۱۰ اینچ عرض و ۱ پا و ۸ اینچ بلندی دارد. آیات قرآن به خط نستعلیق بر روی تخته سنگ مرمر در قسمت شمالی قبر حک شده‌است.

## نگارخانه

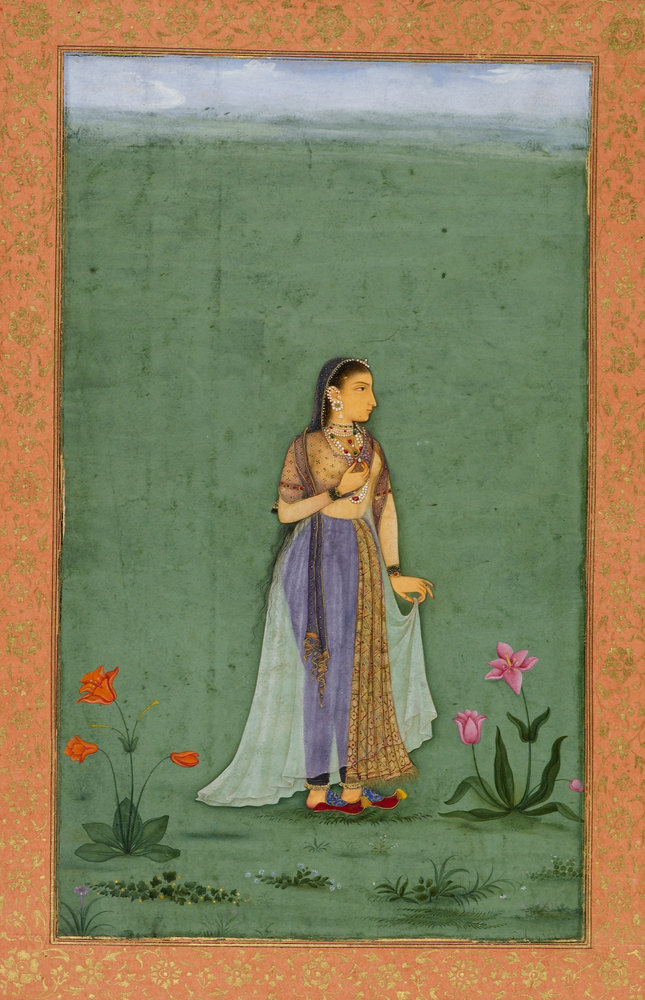
نادره بیگم
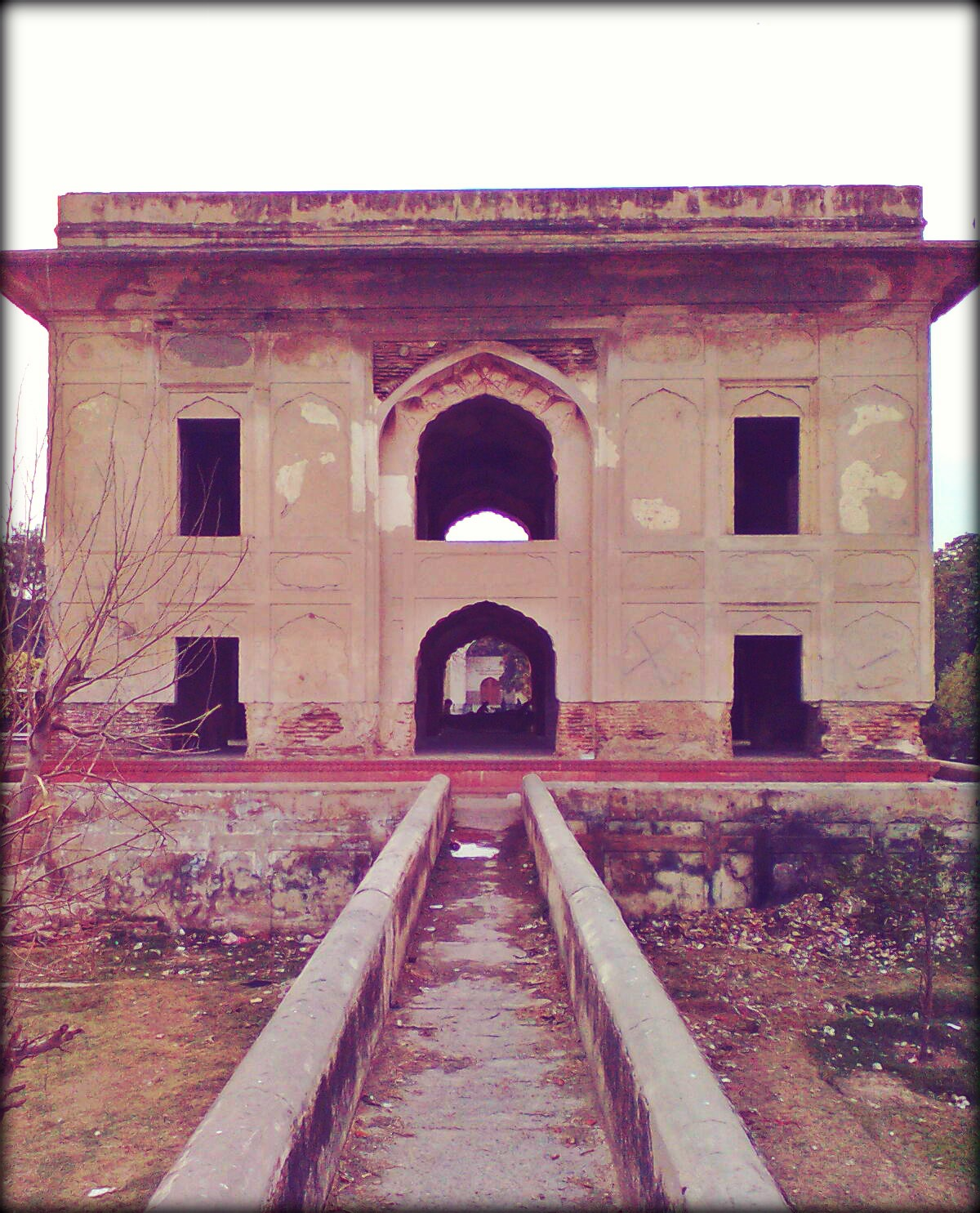
مقبرهٔ نادره بیگم
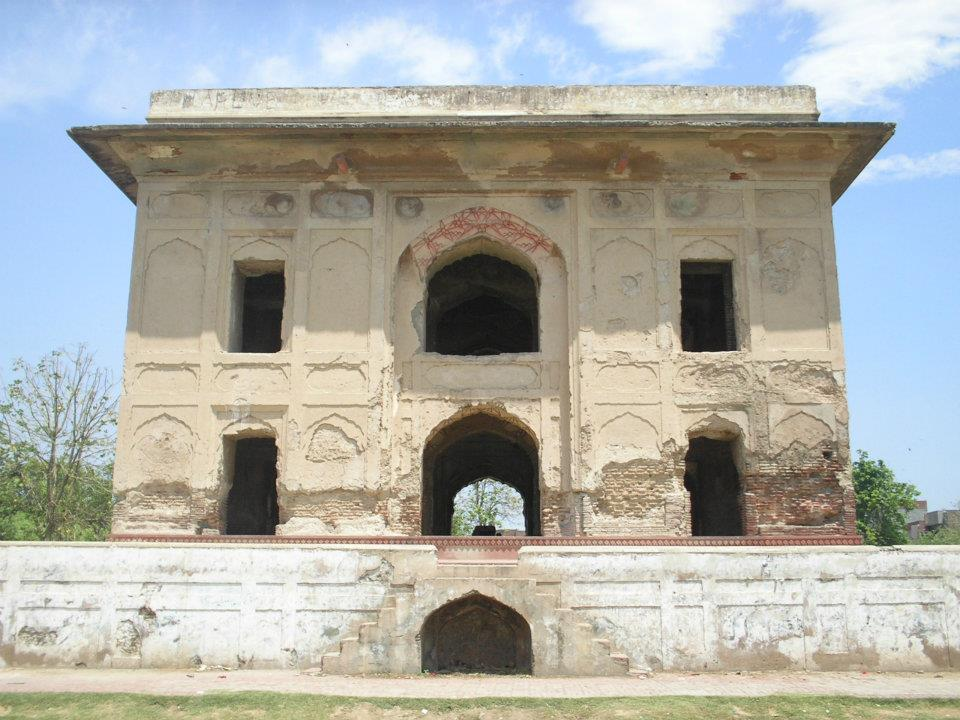
نمای بیرونی مقبره
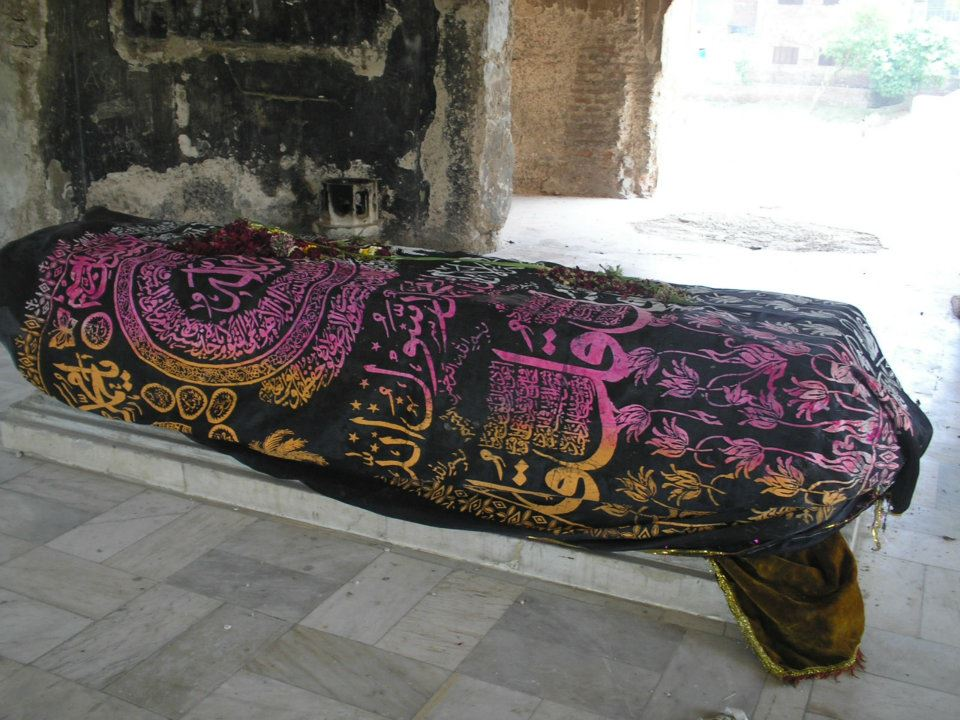
قبرِ نادره بیگم
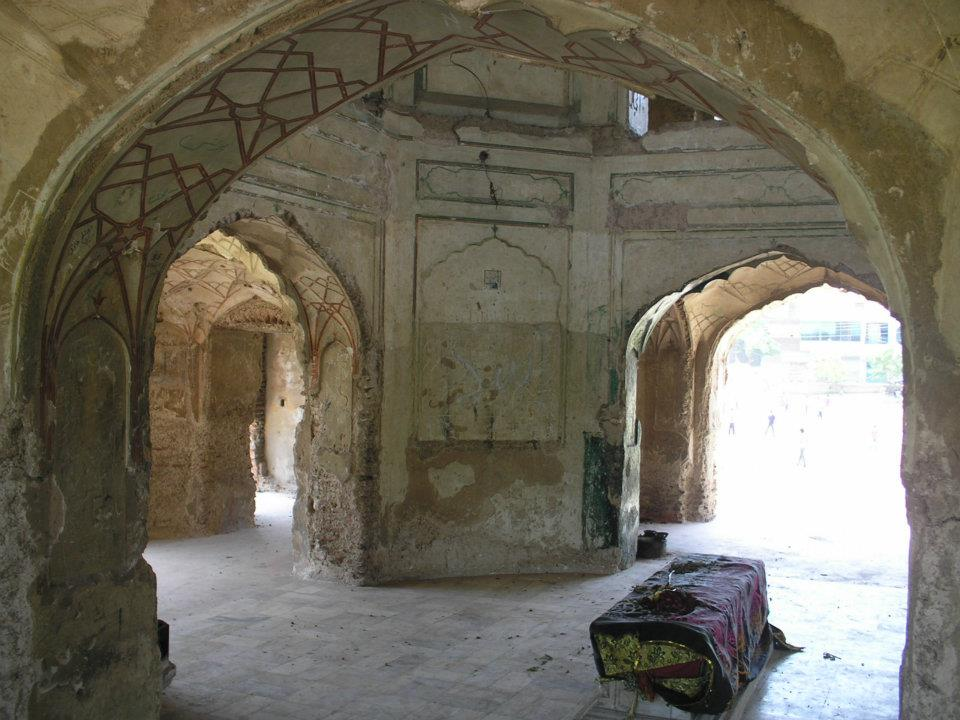
فضای داخلی مقبره
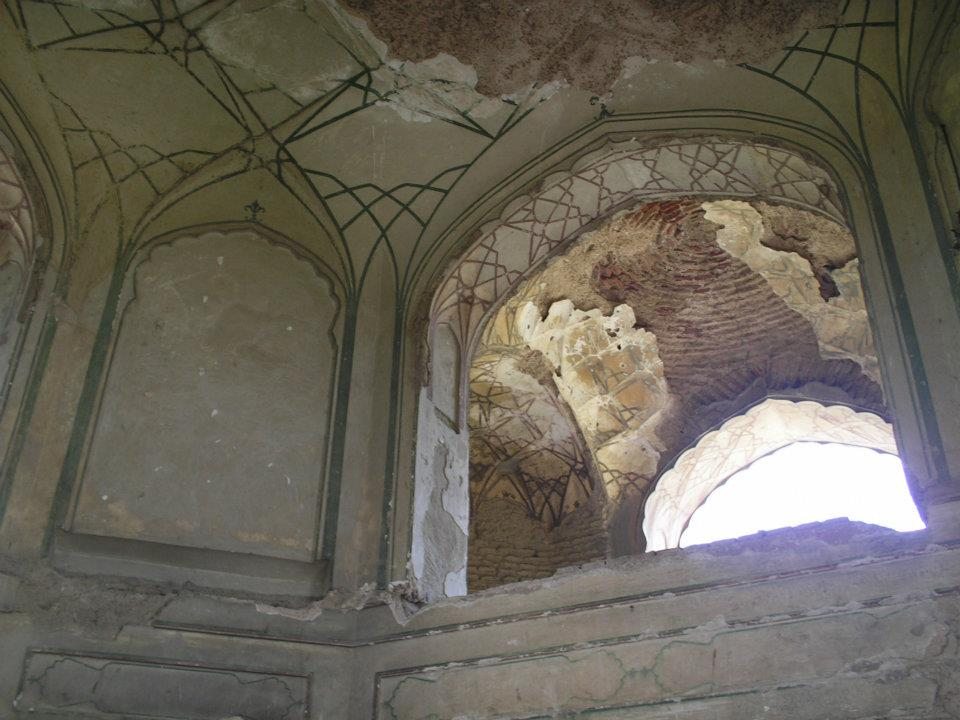
یکی از دریچه‌های مقبره
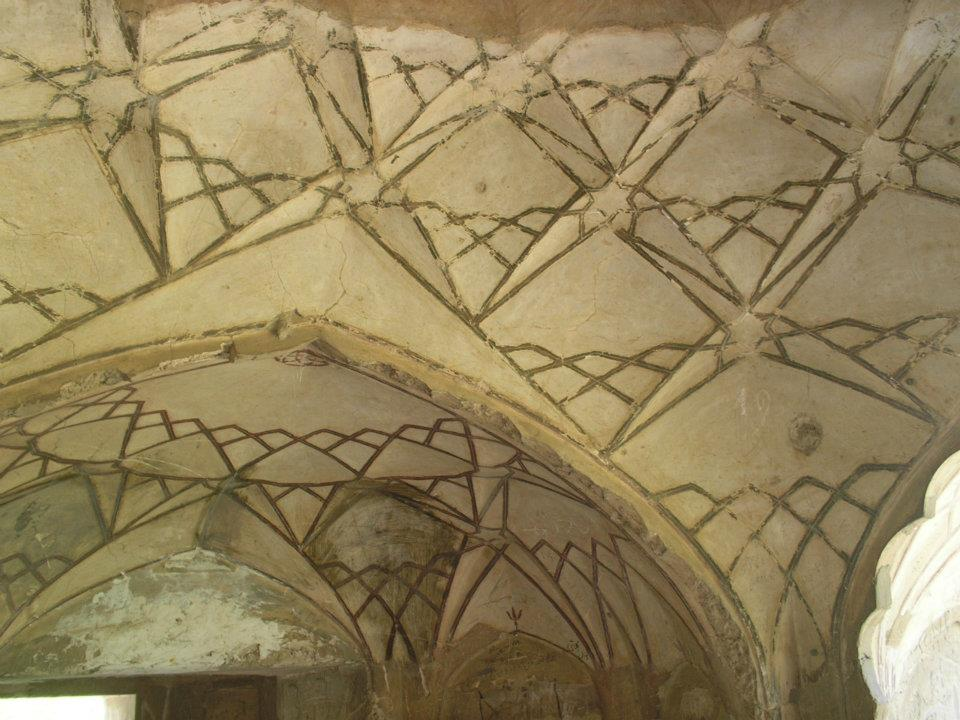
تزئینات معماری در مقبره
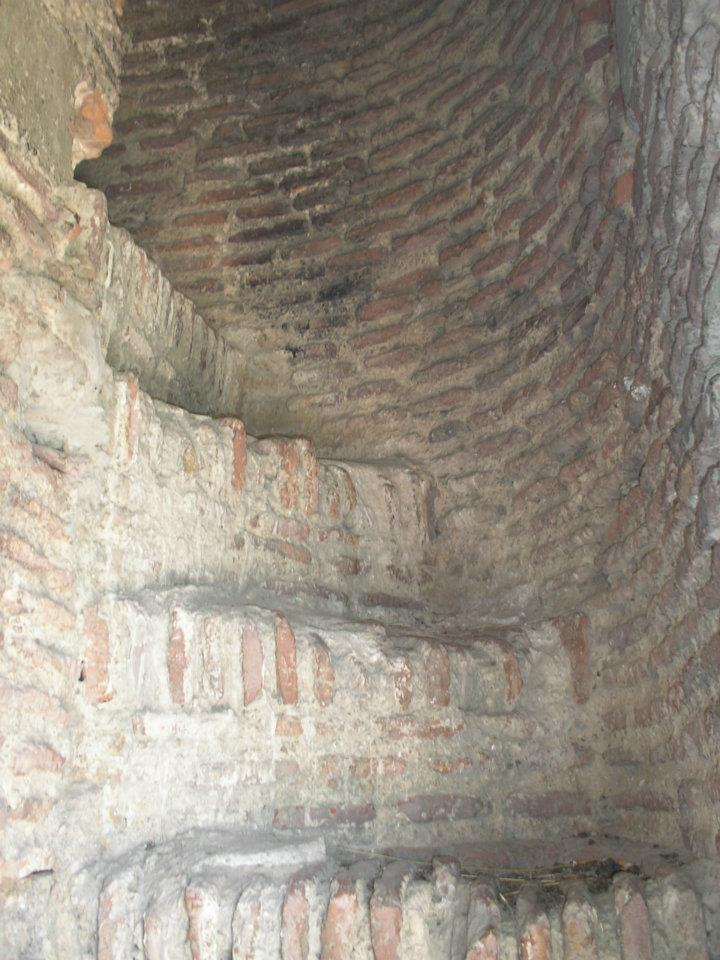
پلکان مقبره